# Доу, Герард
Герард До́у, Геррит До́у, Геррит Да́у (нидерл. Gerard Dou, Gerrit Douw; 7 апреля 1613, Лейден — 9 февраля 1675, Лейден) — голландский живописец, принадлежит к кругу «малых голландцев». Ученик Рембрандта. Представитель лейденской художественной школы, считается создателем характерной для этой школы «тонкой манеры живописи» (Leiden fijnschilder manner). Известен небольшими по размеру «картинами в нишах» бытового и портретного жанров, а также «галантными сценами», композициями в стиле «тромплёй» (фр. trompe-l'œil — обманчивый глаз, обманчивая видимость) и «ночными сценами» при свечах с эффектами светотени. В конце жизни художник использовал французскую форму имени: «Жерар Доу».

## Биография
Герард Доу вначале учился у отца Янса Доу, изготовителя витражей. Затем учился рисованию у гравёра Бартоломеуса Долендо, а также проходил обучение в витражной мастерской Питера Кувенхорна. В феврале 1628 года, в возрасте четырнадцати лет, отец отправил его учиться живописи в качестве (первого) ученика Рембрандта, у которого вместе с Яном Ливенсом в то время была мастерская в Лейдене. У Рембрандта Доу проучился три года.
От Рембрандта Герард перенял навыки использования тонких эффектов светотени, что нашло отражение в нескольких его ранних картинах, в частности, в автопортрете в возрасте двадцати двух лет. Он часто изображал предметы при свете фонарей или свечей, эффекты которых он воспроизводил с беспрецедентной точностью и мастерством. Он часто рисовал с помощью вогнутой линзы в сочетании с выпуклым зеркалом (первое обостряло восприятие, второе обеспечивало правильное изображение). Впоследствии влияние искусства Рембрандта на творчество Доу значительно ослабло.
Герард Доу был приглашён ко двору короля Карла II в Англию, однако он отказался покидать родной город (хотя позднее работал для заказчиков в Швеции). В 1648 году Доу был принят мастером в лейденскую Гильдию Святого Луки, организовал собственную художественную школу.
Герард Доу скончался в родном Лейдене 9 февраля 1675 года.

## Творчество
Доу был модным портретистом своего времени и «мастером миниатюрной развлекательной живописи „галантных сцен“ — своеобразного „голландского рококо“, а также натюрмортов с множеством тщательно выписанных деталей» . Художник был связан с Лейденской академией рисунка и так называемой лейденской школой, или «манерой тонкой живописи» (Leiden fijnschilder manner). Художники «тонкой манеры», родоначальником которой считают Герарда Доу, возрождали технику старых нидерландских мастеров эпохи братьев ван Эйк: их маленькие картины, написанные на деревянных досках или медных пластинах, отличаются исключительной передачей мельчайших деталей, иллюзорностью изображения, сияющими красками и «гладкой, сияющей поверхностью». Сложная техника миниатюрной живописи Доу даже потребовала от него изготовить специальные кисти. Однако одним из последствий большого внимания художника к деталям было то, что его работа в качестве портретиста усложнилась: у его моделей просто не было времени долго позировать. В 2014 году вышла публикация, основанная на техническом анализе этих картин.
Картины Доу даже при его жизни ценили очень высоко. Его покровитель, Питер Шпиринг, который с середины 1630-х годов был послом Швеции в Гааге, платил ему 500 гульденов ежегодно просто за право преимущественной покупки его последних произведений. Доу создал более двухсот, в основном небольших, работ, которые хранятся в музеях по всему миру. Между 1708 и 1711 годами он продал некоторые произведения, в том числе редкие «ноктюрны», Августу II Сильному, королю Польскому (1670—1733). Тринадцать его работ включены в частную «Лейденскую коллекцию» в Нью-Йорке. Королеве Швеции Кристине принадлежало одиннадцать картин Доу, а Козимо III Медичи посетил его дом, где он приобрёл по крайней мере одну из работ, которые сейчас находятся в галерее Уффици во Флоренции.
В Лейдене Герард Доу воспитал многих талантливых художников, но особо выделял, называя «принцем среди своих учеников», Франса ван Мириса Старшего, который стал основателем целой династии знаменитых лейденских живописцев. Выдающимися мастерами, работавшими в лейденской манере «тонкой живописи», так называемые «фейншильдеры» (нидерл. fijnschilders), были Габриель Метсю, Адриан ван дер Верф, Питер Корнелиус Слингеланд, Якоб Торенвлит. Доу также обучал Бартоломеуса Матона, Карела де Мура, Маттейса Найве, Абрахама де Папе, Годфрида Шалькена, Доменикуса ван Тола, Гейсберта Андриеса Вербрюгге и Питера Херманса Верелста.
За период с 2006 по 2014 год на аукционах Сотбис было продано 14 работ Герарда Доу, некоторые из них стали частью Лейденской коллекции в Нью-Йорке.
Искусство Герарда Доу было популярно в России. Об этом свидетельствует коллекция императорского Эрмитажа, в которой собрано одиннадцать картин художника.

## Галерея
- Автопортрет с трубкой и книгой. Между 1640 и 1650. Дерево, масло. Рейксмюсеум, Амстердам
- Голландская домохозяйка. 1650. Дерево, масло. Лувр, Париж
- Торговка сельдью с мальчиком. Ок. 1664. Дерево, масло. Лейденская коллекция, Нью-Йорк
- Астроном. Ок. 1628. Дерево, масло. Государственный Эрмитаж, Санкт-Петербург
- Старая женщина, читающая Библию (мать Рембрандта). Между 1631 и 1632. Дерево, масло. 1630—1635. Рейксмюсеум, Амстердам
- Учёный, затачивающий перо. 1633. Дерево, масло. Лейденская коллекция, Нью-Йорк
- Кошка, присевшая на подоконник в мастерской художника. 1657. Дерево, масло. Лейденская коллекция, Нью-Йорк
- Открытая клетка. Между 1660 и 1665. Дерево, масло. Лейденская коллекция, Нью-Йорк
- Старуха со свечой. 1661. Дерево, масло. Музей Вальрафа-Рихарца, Кёльн